# Masayuki Ota
Masayuki Ota (太田 雅之 Ota Masayuki?), född 17 juni 1973 i Tokyo prefektur, är en japansk före detta fotbollsspelare.
Ota började sin karriär 1996 i Montedio Yamagata. Han spelade 274 ligamatcher för klubben. Han avslutade karriären 2006.